# Večer s Joolsom Hollandom
Večer s Joolsom Hollandom (eng. Later... with Jools Holland) je britanska glazbena televizijska emisija. Emitira se u kratkim serijama od 1992. kao dio kasno-noćnog programa BBC Two. 
Jedna od posebnosti emisije je raznovrsnost izvođača, u emisiji zajedno nastupaju već etablirani glazbenici, ali i novi glazbeni umjetnici, od samostalnih izvođača do bendova i većih glazbenih skupina.

## Diskografija
Albumi
- 1996. ...Later Volume One: Brit Beat
- 1996. ...Later with Jools Holland Volume Two: Slow Beats
- 2008. Later... with Jools Holland The First 15 Years
- 2008. Later... with Jools Holland Live
- 2009. Later... with Jools Holland Live 2

DVD
- 2003. Later... with Jools Holland Hootenanny
- 2003. Later... with Jools Holland Giants
- 2003. Later... with Jools Holland Louder
- 2005. Later... with Jools Holland Even Louder
- 2006. Later... with Jools Holland Mellow
- 2006. Best of Later... with Jools Holland
- 2008. Later... with Jools Holland The First 15 Years

## Vanjske poveznice
- (engl.) Later...
- (engl.) Later Live...
- (engl.) A Little Later